# Rino Abe
Rino Abe (jap. 阿部 梨乃; ur. 5 marca 1995) – japońska zapaśniczka walcząca w stylu wolnym. Srebrna medalistka mistrzostw Azji w 2016. Mistrzyni świata juniorów w 2013 i 2015 roku.